# Estádio Kuban
O Estádio Kuban é um estádio multiúso localizado na cidade de Krasnodar, na Rússia.
Inaugurado em 30 de outubro de 1960, tem capacidade para 32.000 torcedores.
É utilizado principalmente para partidas de futebol do clube FC Urojay Krasnodar.